# Pallavolo agli XI Giochi sudamericani - Torneo femminile
Il torneo femminile di pallavolo agli XI Giochi sudamericani si è svolto 4 al 7 giugno 2018 a Cochabamba, in Bolivia, durante gli XI Giochi sudamericani: al torneo hanno partecipato quattro squadre nazionali sudamericane e la vittoria finale è andata per la prima volta alla Colombia.

## Impianti
|                                                                            |  |  |
|                                                                            |  |  |
| Coliseo José Casto Méndez Città: Cochabamba Capienza: - Anno d'apertura: - |  |  |

## Regolamento

### Formula
La formula ha previsto:
- Fase a gironi, disputata con formula del girone all'italiana: le prime due classificate hanno acceduto alla finale per il primo posto, mentre le ultime due classificate hanno acceduto alla finale per il terzo posto.
- Finale per il primo posto, giocata con gara unica.
- Finale per il terzo posto, giocata con gara unica.

### Criteri di classifica
Se il risultato finale è stato di 3-0 o 3-1 sono stati assegnati 3 punti alla squadra vincente e 0 a quella sconfitta, se il risultato finale è stato di 3-2 sono stati assegnati 2 punti alla squadra vincente e 1 a quella sconfitta.
L'ordine del posizionamento in classifica è stato definito in base a:
- Punti;
- Ratio dei set vinti/persi;
- Ratio dei punti realizzati/subiti;
- Risultati degli scontri diretti.

## Squadre partecipanti
| Squadra   | Qualificazione      | Ultima partecipazione  |
| --------- | ------------------- | ---------------------- |
| Argentina | Wild card           | Santiago del Cile 2014 |
| Bolivia   | Paese organizzatore | La Paz 1978            |
| Colombia  | Wild card           | Santiago del Cile 2014 |
| Perù      | Wild card           | Santiago del Cile 2014 |

## Torneo

### Fase a gironi
| Girone    |
| --------- |
| Argentina |
| Bolivia   |
| Colombia  |
| Perù      |

#### Risultati
| 4 giugno 2018 Coliseo José Casto Méndez, Cochabamba Durata: ? - Spettatori: ? | Perù      | 0 - 3 | Colombia  | 18-25, 17-25, 17-25        |
| 4 giugno 2018 Coliseo José Casto Méndez, Cochabamba Durata: ? - Spettatori: ? | Argentina | 3 - 1 | Bolivia   | 25-19, 25-12, 23-25, 25-14 |
| 5 giugno 2018 Coliseo José Casto Méndez, Cochabamba Durata: ? - Spettatori: ? | Colombia  | 3 - 0 | Argentina | 25-22, 25-21, 25-17        |
| 5 giugno 2018 Coliseo José Casto Méndez, Cochabamba Durata: ? - Spettatori: ? | Bolivia   | 1 - 3 | Perù      | 8-25, 18-25, 20-25         |
| 6 giugno 2018 Coliseo José Casto Méndez, Cochabamba Durata: ? - Spettatori: ? | Argentina | 3 -2  | Perù      | 25-22, 26-24, 16-25, 15-13 |
| 6 giugno 2018 Coliseo José Casto Méndez, Cochabamba Durata: ? - Spettatori: ? | Bolivia   | 0 - 3 | Colombia  | 7-25, 11-25, 13-25         |

#### Classifica
| Pos. | Squadra   | Pt | G | V | P | SV | SP | Ratio | PF  | PS  | Ratio |
| ---- | --------- | -- | - | - | - | -- | -- | ----- | --- | --- | ----- |
| 1    | Colombia  | 9  | 3 | 3 | 0 | 9  | 0  | MAX   | 225 | 143 | 1.573 |
| 2    | Argentina | 5  | 3 | 2 | 1 | 6  | 6  | 1.000 | 260 | 254 | 1.023 |
| 3    | Perù      | 4  | 3 | 1 | 2 | 5  | 7  | 0.714 | 257 | 248 | 1.036 |
| 4    | Bolivia   | 0  | 3 | 0 | 3 | 2  | 9  | 0.222 | 172 | 269 | 0.639 |

### Fase finale

#### Finale 3º posto
| 7 giugno 2018 Coliseo José Casto Méndez, Cochabamba Durata: ? - Spettatori: ? | Bolivia | 0 - 3 | Perù | 14-25, 22-25, 24-26 |

#### Finale
| 7 giugno 2018 Coliseo José Casto Méndez, Cochabamba Durata: ? - Spettatori: ? | Argentina | 0 - 3 | Colombia | 23-25, 19-25, 21-25 |

## Classifica finale
| Pos | Squadra   | Rosa |
| --- | --------- | --- |
|     | Colombia  | Formazione: Coneo, Olaya, Gómez, Mosquera, Segovia, Pérez, Toro, Marín, Martínez, Montero, Rangel, Carabalí, CT: -          |
|     | Argentina | Formazione: Beltramino, Farriol, Graff, Salinas, Bulaich, Nielson, Mayer, Aispurúa, Bosio, Reinoso, Galiano, Granado, CT: - |
|     | Perù      | Formazione: Vigil, Machado, Uribe, Lobatón, Yllescas, de la Peña, Sánchez, Ortiz, Olemar, Almeida, Mosquera, La Rosa, CT: - |
| 4.  | Bolivia   | |